# فيليرس أو فلوس
فيليرس أو فلوس (بالفرنسية: Villers-au-Flos)‏ هي بلدية تقع في إقليم باد كاليه من منطقة نور با دو كاليه في شمال فرنسا. تبلغ مساحة هذه المدينة 5.8 (كم²)، وترتفع عن سطح البحر 110 م، يبلغ عدد سكانها 190 نسمة حسب إحصاء المعهد الوطني للإحصاء والدراسات الاقتصادية سنة 2009 م. وترأس Marie-Christine Corniquet البلدية خلال فترة (2008-2014).